# Clear Lake (Iowa)
Clear Lake é uma cidade localizada no estado americano de Iowa, no Condado de Cerro Gordo. É conhecida por ter sido o local onde ocorreu o acidente que vitimou Ritchie Valens, Buddy Holly e The Big Bopper em 3 de fevereiro de 1959.

## Demografia
Segundo o censo americano de 2000, a sua população era de 8161 habitantes. Em 2006, foi estimada uma população de 7 889, um decréscimo de 272 (-3,3%).

## Geografia
De acordo com o United States Census Bureau tem uma área de 33,7 km², dos quais 27,0 km² cobertos por terra e 6,7 km² cobertos por água.

## Localidades na vizinhança
O diagrama seguinte representa as localidades num raio de 20 km ao redor de Clear Lake.